# Acanthodactylus taghitensis
Acanthodactylus taghitensis là một loài thằn lằn trong họ Lacertidae. Loài này được Geniez & Foucart miêu tả khoa học đầu tiên năm 1995.